# Mosman Park
Mosman Park è un sobborgo situato nell'area metropolitana di Perth, in Australia Occidentale; esso si trova a sud-ovest del centro cittadino ed è la sede della Città di Mosman Park. Al censimento del 2006 contava 8.251 abitanti.